# Эгрибаш, Дурсун Али
Дурсун Али Эргибаш (тур. Dursun Ali Eğribaş, 1933, Ризе, Турция — 23 августа 2014) — турецкий борец греко-римского стиля, бронзовый призёр летних Олимпийских игр в Мельбурне (1956).
Победитель Средиземноморских игр в Бейруте (1959) и чемпион Балканских игр. В 1960 г. стал бронзовым призёром Балканских игр.
На летних Олимпийских играх в Мельбурне (1956) завоевал бронзовую медаль в соревнованиях по греко-римской борьбе в весовой категории до 52 кг. В том же году выиграл Кубок мира.